# Martyrs scillitains
Les martyrs scillitains sont douze chrétiens, sept hommes et cinq femmes, ayant vécu au IIe siècle dans la ville de Scillium (en), dans l'actuel gouvernorat de Kasserine, en Tunisie.
Pour les sept hommes : Spératus, Nartzalus, Cittinus, Veturius, Felix, Aquilinus, Laetantius et les cinq femmes : Januaria, Generosa, Vestia, Donata, Secunda.
Le 17 juillet 180 (le seize des calendes d'août), à Carthage, ils furent conduit au tribunal du proconsul d'Afrique Saturninus, peu de temps après leur arrestation à Kasserine.  Après interrogatoire Spératus et tous les autres accusés refusèrent de renier leur foi, en offrant de l'encens au génie de l'empereur comme s'il était une divinité. Le proconsul les condamna à mort et les fit aussitôt décapiter.
Ce document a été réécrit et édité plusieurs fois dans les siècles qui suivirent le martyre de ces 12 croyants. Cinq versions en latin existent et une en grec - qui est une traduction d'un original latin. Au cours du temps, le texte est modifié et du merveilleux et des interpolations pieuses sont rajoutées.
Mais le texte le plus ancien de ces Actes des martyrs est, de l'avis des historiens, « la reproduction fidèle à quelques mots près du document officiel » - le procès verbal de l'interrogatoire.
(Pour le lire, consulter par exemple l'édition de référence en latin de Von Gebhardt ou sa traduction en français).
Le document est particulièrement important historiquement car il est le premier écrit chrétien d'Afrique (même si la majorité du document a été rédigé pour une cour de justice de l'Empire romain). C'est le premier écrit de l'hagiographie africaine.

## Citations
Speratus dit : « Jamais, nous n'avons rien fait de mal, ni participé à aucune iniquité. Jamais, nous n'avons rien dit de mal. Au contraire, quand on nous maltraitait, nous avons rendu grâces, parce que nous honorons notre empereur ». [...]
- Speratus dit : « Moi, je ne connais pas l'Empire de ce monde ; mais plutôt je sers ce Dieu qu'aucun homme n'a vu ni ne peut voir avec ses yeux. Je n'ai pas commis de vol ; si j'achète quelque chose, je paie l'impôt. [...]
Cittinus dit : « Nous ne craignons personne, si ce n'est le Seigneur notre Dieu qui est au ciel ».
Donata dit : « Nous honorons César en tant que César, mais nous ne craignons que Dieu. »

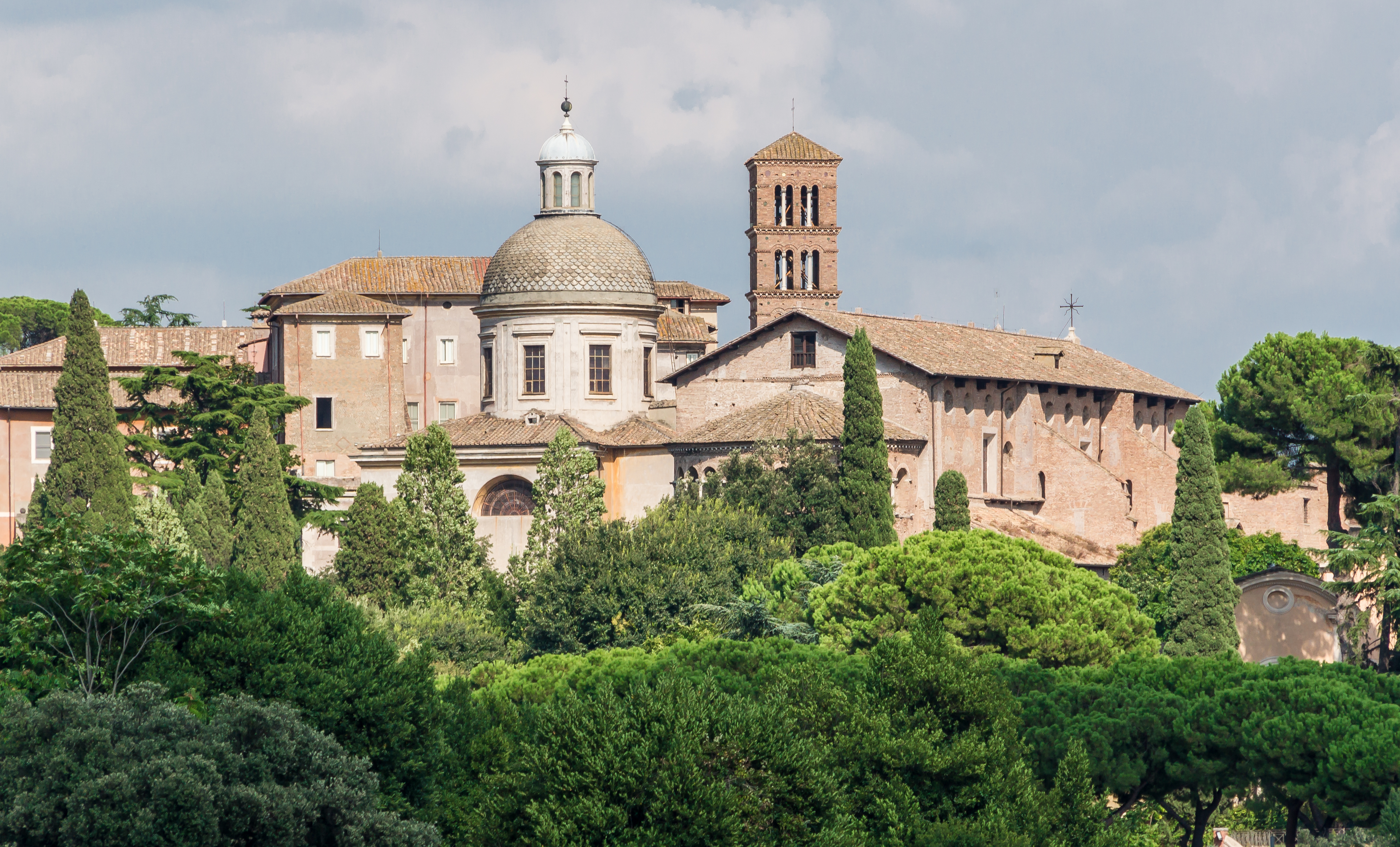
La basilique des Saints-Jean-et-Paul à Rome où sont conservées leurs reliques.

## Reliques
D'Afrique, leurs reliques ont été transférées en France à Arles au début du IXe siècle ;  puis le corps de Speratus à Lyon, à la cathédrale Saint-Jean. De là, à une époque indéterminée, elles ont été transportées à Rome, à l'église des Saints-Jean-et-Paul (basilica dei Santi Giovanni e Paolo) sur la colline de Cælius, où elles sont toujours conservées dans un sarcophage de marbre.